# Жовті уйгури
Жовті уйгури (югури, хара-йогури; кит.: 裕固族 Yùgù Zú; сариг-югурська мова Sarïg Yogïr [sarɯɢ jʊɢʊr], шира-югурська мова Šera Yogor [ʃira jʊɢʊr]) — один з 56 офіційно визнаних народів Китаю. Чисельність, згідно з переписом 2000, 13 719 осіб. Проживають на території провінції Ґаньсу (2,3%).
Жовті уйгури діляться на дві територіальні групи, одна розмовляє тюркською Сариг-югурською мовою, інша — монгольською Шира-югурською мовою.